# 11191 Paskvić
11191 Paskvić là một tiểu hành tinh vành đai chính với chu kỳ quỹ đạo là 1795.6808489 ngày (4.92 năm).
Nó được phát hiện ngày 15 tháng 12 năm 1998.